# 高林秀雄
高林 秀雄（たかばやし ひでお、1927年（昭和2年）7月11日 - 1997年（平成9年）1月26日）は、日本の法学者（国際法）。九州大学名誉教授。法学博士（京都大学・論文博士・1966年）。石川県金沢市出身。

## 略歴
- 1951年（昭和26年） 京都大学法学部卒業、京都大学大学院入学。
- 1955年（昭和30年） 近畿大学法学部専任講師。その後、近畿大学法学部助教授、龍谷大学法学部教授。
- 1966年（昭和41年） 京都大学より法学博士の学位を受く（学位論文「領海制度の歴史的研究」）。
- 1980年（昭和55年） 九州大学法学部教授
- 1991年（平成3年）九州大学停年退官。九州大学名誉教授。京都学園大学教授。

## 著書

### 単著
- 『領海制度の研究』（有信堂、1968年）
- 『海洋開発の国際法』（有信堂高文社、1977年）
- 『領海制度の研究〔第2版〕』（有信堂高文社、1979年）
- 『アメリカの深海底開発法――海底鉱物資源に対する政策』（九州大学出版会、1981年）
- 『領海制度の研究〔第3版〕――海洋法の歴史』（有信堂高文社、1987年）
- 『国連海洋法条約の成果と課題』（東信堂、1996年）

### 編著
- 『海洋開発に関する条約、法令及び関連資料集』（フジ・インターナショナル、1972年）

### 共編著
- （田畑茂二郎）『国際条約・資料集』（有信堂、1960年／改訂版、1972年）

## 論文
- 「領海の幅に関する国際合意」『法政研究』第49巻第1-3号（1983年）
- 「排他的経済水域における漁業紛争の処理（一）」『法政研究』第51巻第2号（1985年）
- 「排他的経済水域における漁業紛争の処理（二）」『法政研究』第51巻第3-4号（1985年）
- 「排他的経済水域における漁業紛争の処理（三・完）」『法政研究』第52巻第1号（1985年）
- 「EECと国連海洋法条約――条約への参加問題」『法政研究』第56巻第3-4号（1990年）
- 「国際海洋法裁判所――その構成と手続（一）」『京都学園法学』第7号（1992年）
- 「国際海洋法裁判所――その構成と手続（二・完）」『京都学園法学』第9号（1992年）
- 「ストラドリング魚種の保存と管理――一九九五年国連公海漁業実施協定」『京都学園法学』第18・19号（1996年）
- 「海洋法条約深海底条項実施協定」『京都学園法学』第20号（1996年）